# 소림사
소림사(중국어: 少林寺 샤오린스[*])는 중화인민공화국 허난성의 정저우 덩펑시 숭산에 있는 중국 조동종의 사찰이다.

## 역사
『위서』 제114 권 「석노지」를 보면, 태화 20년인 496년에 북위 효문제가 464년에 중국으로 와서 인도 불교를 전파하기 시작한 인도 승려 발타를 주지로 하여 소실산음에 소림사를 창건하였다. 그리고 북주 시대에 파괴되었으나 수 시대에 문제에 의해 재건되었다.
태화 20년인 496년에 북위 효문제의 명으로 인도 승려 발타를 주지로 하여 창건되었을 당시 소림사의 구조는 복잡하지 않고 간단하였지만, 혁세할 때마다 거듭하여 덧붙여 늘려 지어서 으리으리해진 현재 소림사의 복잡하고 간단하지 않은 구조는 주로 명 대와 청 대의 산물이다.
2010년 8월 2일 세계문화유산에 등재되었다.

### 중요성
소림사에서는 솜씨가 빈틈없이 꼼꼼하고 교묘한 벽화를 이용해 매만져 꾸미고 맵시를 곱게 낸 殿裏가 오늘날까지도 잘 보존된 千佛澱이 인상 깊고 소림사 인근에 있는, 중국 건축 역사상 위대한 사업 일종인 塔林에서는 경이로울 만큼 다양한 탑이 묘소 이백사십륙 개를 수호하듯이 소림사는 구조상 다양성에 선종이 발생한 곳이라는 중요성까지 더해져 중국에서 불교상 중요한 유적이다.

## 소림쿵후
소림쿵후의 구체적인 표현은 공방격투의 인체 동작을 핵심으로 하고 권법을 기본 단위로 하는 무술 체계이다. 권법은 한 세트의 동작으로 구성되어 있다. 동작과 권법은 움직임의 결합, 음양의 균형, 강함과 부드러움, 신형의 겸비에 중점을 두고 있으며 그 중 가장 유명한 것은 '육합'의 원칙이다. 손과 발의 합, 팔꿈치와 무릎의 합, 어깨와 사타구니의 합, 마음과 뜻의 합, 뜻과 기 합, 기와 힘의 합. 중국 고대의 '천인합일(天人合一)‘ 사상을 이념으로 하여 끊임없이 혁신적으로 발전하여 인체의 자연 구조에 가장 적합한 운동을 형성하여 인체의 잠재력을 고도로 발휘할 수 있도록 하였다. 1500년의 발전을 거쳐 소림쿵후는 최적의 인체 운동 형태가 되었다.
소림쿵후의 영혼은 불교 선종의 지혜로운 신앙이다. 소림쿵후  지혜 신앙의 초기 형태는 선정(禪定)이었다.6세기 인도의 고승 보리 달마(達首)는 소림사에서 선종교법을 처음 전수했고, 후대에 소림사를 선종의 조정으로 추앙했다. 당나라와 송나라 이후 선종교법의 성행과 소림사의 조상의 지위로 인해 소림쿵후의 신앙 내용과 품질도 변화하였고, '선무합일(禅武合一)‘은 소림쿵후 주류사상이 되었으며, 스님들이 소림쿵후를 수련하는 목표이자 이상적인 경지가 되었다.

## 같이 보기
- 범어사 - 7세기 말 의상대사가 창건한 범어사는 금강영관(선무도)로 유명하다.